# Johannes Flender
Johannes Flender (* 1653 in Siegen; † 1724 in Zutphen) war ein deutscher Philosoph und Autor.

## Leben
Flender war Prima des Siegener Pädagogiums, in dessen Matrikel sein Name in Flenderus latinisiert ist. Im Matrikel des Bremer Gymnasiums war er mit dem Zusatz Sigenensis-Nassova eingetragen, wo er Theologie und Philosophie studierte.
Im Jahr 1677 wurde er Prediger in Kleve und Lehrer am dortigen kurbrandenburgischen Gymnasium – spätestens 1678 dessen Konrektor
Am 14. November 1685 folgte Johannes Flenderus einer Berufung nach Zutphen als Rektor an die dortige Lateinschule. In Zutphen verfasste Johannes Flenderus eine ganz in lateinischer Sprache geschriebene Schrift "Logica Contracta Claubergiana", die 1703 in Amsterdam erschien. Für die Bedeutung des Buches spricht, dass es mehrere Auflagen erlebte.

## Werke
- Logica Contracta Claubergiana, Amsterdam 1703